# Corticomis marmorea
Corticomis marmorea là một loài bướm đêm thuộc họ Anthelidae. Loài này được Van Eecke mô tả năm 1924. Loài này có ở New Guinea.